# Oberonia dubia
Oberonia dubia är en orkidéart som beskrevs av Johannes Jacobus Smith. Oberonia dubia ingår i släktet Oberonia och familjen orkidéer.
Artens utbredningsområde är Java. Inga underarter finns listade i Catalogue of Life.